# Татаєв Ваха Ахмедович
Ваха Ахмедович Тата́єв (нар. 15 грудня 1914, Толстой-Юрт — пом. 13 серпня 1977, Грозний) — чеченський радянський театральний актор і державний діяч. Народний артист Чечено-Інгуської АРСР з 1959 року.

## Біографія
Народився 15 грудня 1914 року в селі Толстому-Юрті (нині Грозненський район Чечні, Російська Федерація). Трудову діяльність розпочав у 1931 році на посаді директора клубу Гарячеводського навчального комбінату Грозненського району Чечні. У 1938 році став актором Чечено-Інгуського театру.
Упродовд 1939—1941 років навчався у національній студії Дердавного інституту театрального мистецтва у Москві. У 1941 році вступив до ВКП(б). З 1941 року знову працював у Чечено-Інгуському театрі актором, згодом директором, невдовзі став начальником Управління культури Чечено-Інгушетії.
У 1944 році був депортований до Казахської РСР в Алма-Ату, де протягом 1944—1956 років працював на посадах заступника директора Театру опери та балету імені Абая та Алма-Атинського театру юного глядача.
Протягом 1957—1977 років обіймав посаду Міністра культури Чечено-Інгуської АРСР. У 1958 і 1963 роках обирався депутатом Верховної Ради Чечено-Інгуської АРСР. 1977 року усунутий з посади міністра. Раптово помер у Грозному 13 серпня 1977 року.

## Ролі
- Сурхо («Сурхо — син Ади» Магомеда Гадаєва та Гаруна Батукаєва);
- Олеко Дундич («Олеко Дундич» Михайла Каца та Олександра Ржешевського);
- Отелло («Отелло» Вільяма Шекспіра);
- капітан Ібрагімов, Берс («Капітан Ібрагімов», «Тамара» Ідріса Базоркіна).

## Вшанування
- 17 грудня 2014 року грозненському Коледжу культури та мистецтв присвоєно ім'я Вахи Татаєва[2].
- У грудні 2017 року у Грозному, на будинку № 6 на бульварі Есамбаєва, в якому з 1957 по 1977 рік жив Татаєв, було встановлено меморіальну дошку[3].